# Aberdeen (Maryland)
Aberdeen es una ciudad ubicada en el condado de Harford (Maryland). En 2000, la ciudad tenía una población de 13.842 habitantes.

## Demografía
Según el censo de 2000, la ciudad cuenta con 13.842 habitantes, 5.475 hogares y 3.712 familias que residentes. La densidad de población es de 836,4 hab/km² (2.166,2 hab/mi2). Hay 5.894 unidades habitacionales con una densidad promedio de 356,1 u.a./km² (922,4 u.a./mi2). La composición racial de la población de la ciudad es 64,90% Blanca, 27,38% Afroamericana, 0,25% Nativa americana, 2,48% Asiática, 0,09% De las islas del Pacífico, 1,42% de Otros orígenes y 3,47% de dos o más razas. El 3,45% de la población es de origen Hispano o Latino cualquiera sea su raza de origen.
De los 5.475 hogares, en el 32,4% de ellos viven menores de edad, 44,8% están formados por parejas casadas que viven juntas, 17,2% son llevados por una mujer sin esposo presente y 32,2% no son familias. El 26,8% de todos los hogares están formados por una sola persona y 10,7% de ellos incluyen a una persona de más de 65 años. El promedio de habitantes por hogar es de 2,51 y el tamaño promedio de las familias es de 3,02 personas.
El 26,4% de la población de la ciudad tiene menos de 18 años, el 8,7% tiene entre 18 y 24 años, el 28,6% tiene entre 25 y 44 años, el 23,7% tiene entre 45 y 64 años y el 12,7% tiene más de 65 años de edad. La edad media es de 37 años. Por cada 100 mujeres hay 90,6 hombres y por cada 100 mujeres de más de 18 años hay 85,8 hombres.
La renta media de un hogar de la ciudad es de $39.190, y la renta media de una familia es de $48.357. Los hombres ganan en promedio $32.783 contra $26.025 por las mujeres. La renta per cápita en la ciudad es de $18.940. 11,9% de la población y 9,0% de las familias tienen rentas por debajo del nivel de pobreza. De la población total bajo el nivel de pobreza, el 15,9% son menores de 18 y el 11,1% son mayores de 65 años.

## Campo de pruebas de Aberdeen
En Aberdeen se halla el campo de pruebas de Aberdeen, del Ejército de Estados Unidos. Fue establecido en 1918, y es fuente de empleo para más de 7.500 civiles y 5.000 militares. Una reorganización decidida en 2005 reducirá el número de puestos militares y aumentará el de civiles.
39°36′7.3836″N 76°19′10.8516″O / 39.602051000, -76.319681000